# Rhynchospora consanguinea
Rhynchospora consanguinea är en halvgräsart som först beskrevs av Carl Sigismund Kunth, och fick sitt nu gällande namn av Johann Otto Boeckeler. Rhynchospora consanguinea ingår i släktet småag, och familjen halvgräs. Inga underarter finns listade i Catalogue of Life.